# Таинственное свидание
«Таинственное свидание» (англ. Mystery Date) — американский кинофильм.

## Сюжет
Молодой парень по имени Том МакХью мечтает познакомиться с девушкой Джиной, живущей с ним на одной улице, но из-за своей застенчивости не решается подойти к ней. Когда приезжает его старший брат Крейг, он помогает Тому парой советов, предоставляет ему свою спортивную машину и даёт денег. И вот юноша решается пригласить Джину на свидание, всю прелесть которого нарушат два трупа, обнаруженные парой в багажнике автомобиля Крейга. Вскоре главные герои станут объектами погони, причём в числе преследователей будут и полицейские, и подручные главаря китайской мафии.

## В ролях
- Итан Хоук — Том МакХью
- Тери Поло — Джина Мэтьюз
- Брайан Макнамара — Крейг МакХью
- Фишер Стивенс — Дуайт
- Дон С. Дэвис — Доэни
- Би Ди Вонг — Джеймс Лью
- Тони Розато — Шарпи
- Джеймс Хонг — предсказатель
- Виктор Вонг — уборщик
- Пин Ву — Винс

## История проката

### Даты премьер
Даты приведены в соответствии с данными IMDb.
- США — 16 августа 1991
- Швеция — 1 мая 1992
- Венгрия — 5 июня 1992
- Испания — 18 сентября 1992

### Реакция критики
Серьёзный зритель воспринял эту подростковую комедию весьма прохладно, о чём свидетельствует всего лишь 25-процентный рейтинг свежести на сайте-накопителе рецензий Rotten Tomatoes. Авторитетный американский кинокритик Роджер Эберт на страницах Chicago Sun-Times выражал мнение, что от полного провала кинокартину спасает лишь энергичная игра актёров, хотя и то отчасти. «Таинственное свидание»,— пишет Эберт — представляет нам на персонажи, в которых мы не верим, совершающие поступки, до которых нам нет дела, во вселенной сплошной подделки. Все эти наблюдения не раздражали бы, если бы лента была хотя бы смешной, но это не так. Мне понравились некоторые моменты (Стивенс в роли цветочника, обаятельная Поло за обедом во время свидания), но в остальном фильм — пустышка". Дессон Томсон из Washington Post также невысоко оценил картину: «Построенная исключительно на дурацких приколах, она выживает лишь за счёт неожиданностей. Быть может такое „Свидание“ для вас?! Но знаете что?! Я лучше побуду в пабе!».